# Allegoria del trionfo di Venere
L'Allegoria del trionfo di Venere è un dipinto a olio su tavola (146x116 cm) di Agnolo Bronzino, databile tra il 1540 e il 1545 circa e conservato dal 1860 alla National Gallery di Londra.
È considerato uno tra i più raffinati capolavori del primo manierismo italiano.

## Storia
Il dipinto venne inviato come regalo di Cosimo I de' Medici al re Francesco I di Francia, ed era quindi innanzitutto un oggetto politico: il neonato Ducato di Firenze era in cerca di alleanze strategiche per non finire fagocitato dal grande impero di Carlo V (come era avvenuto per il Ducato di Milano). Per questo cercava di ingraziarsi la Francia inviando preziosi doni come questo; per allearsi con la Spagna, invece, Cosimo I sposò Eleonora di Toledo, figlia del viceré di Napoli Pietro di Toledo; per ingraziarsi papa Pio V, infine, consegnò allo Stato Pontificio Pietro Carnesecchi, un suo amico intimo accusato di eresia, che finì per questo bruciato sul rogo a Roma.
Il dipinto fu trasportato da Parigi a Vienna nel 1813 da Napoleone; rimasto nella capitale austriaca dopo la caduta di Napoleone, pervenne alla National Gallery entro il 1860.
La sensualità erotica del dipinto, ben gradita alla corte medicea e a quella francese del '500, nell'800 invece destava imbarazzo: per questo il pube di Venere fu coperto da un panno giallo e le natiche di Cupido da un ramo di mirto, rimossi solo successivamente durante un restauro novecentesco eseguito con ottimi risultati.

## Descrizione
Essendo un quadro prodotto da una élite a beneficio di un'altra élite, il soggetto, suggerito sicuramente da qualche personaggio erudito della corte medicea, è estremamente complesso e dà la possibilità, alla mano di Bronzino, di realizzare uno dei capolavori più famosi del manierismo in auge all'epoca. Lo stile è molto sensuale ma anche freddo, quasi marmoreo, sublimemente idealizzato.
La tela presenta più livelli di lettura. Il soggetto in generale è quasi sicuramente un'allegoria dell'amore sensuale, del sesso. Venere in primo piano (identificata dal pomo d'oro del giudizio di Paride e dalle due colombe in basso), bacia sensualmente il figlio Cupido, il quale, mostrando vistosamente la sua nudità attraverso le natiche, le solletica un capezzolo. Più complessa è l'interpretazione delle figure sul retro. Il putto con i campanelli alla caviglia, che sparge petali di rosa, ben illuminato sulla destra, simboleggia il riflesso più immediato del piacere carnale, la Gioia; ma, al contempo, si è ferito i piedi a causa delle spine. Dietro di esso una fanciulla appena in ombra si presenta con un grazioso volto, ma è una figura molto ambigua: la sua natura ingannatrice è testimoniata dall'inversione della mano destra, che sostiene un aculeo di scorpione, con quella sinistra, che invece sostiene un favo di miele, e dal corpo di serpente con zampe da leone, appena visibile in basso; è infatti l'Inganno; dopotutto anche Venere e Cupido si stanno ingannando a vicenda: lei sta rubando una freccia dalla sua faretra, lui le sta sfilando il diadema di perle. Le stesse maschere da teatro, forse un satiro e una ninfa, presenti in basso a destra sono un simbolo della realtà celata dagli inganni.
Sul lato opposto le due figure grottesche sono la Disperazione e la Follia o la Malattia (in basso), che sono le conseguenze di medio e lungo periodo dell'amore sensuale. Infine un vecchio con le ali e una clessidra in alto a destra scosta un pesante velo che scopre la scena: è il Tempo accompagnato dalla Verità (in alto a sinistra), che svela; infatti l'altro titolo del dipinto, e forse quello più azzeccato, è proprio la Lussuria smascherata.